# Torrejoncillo del Rey
Torrejoncillo del Rey es un municipio y localidad española de la provincia de Cuenca, en la comunidad autónoma de Castilla-La Mancha. El término municipal, que comprende las pedanías de Horcajada de la Torre, Naharros, Villar del Águila, Villar del Horno y Villarejo-Sobrehuerta, tiene una población de 338 habitantes (INE 2024).

## Toponimia
«Torrejoncillo» diminutivo de torre, del Rey: antes llamado «de Huete», se llamó «del Rey» al ser villa real. Las atalayas o pequeñas torres de vigilancia a cuyos pies surgían aldeas fundadas durante la repoblación medieval, motivaban topónimos alusivos a tales circunstancias como La Atalaya; Talayuelas; Torrecilla; La Torreta; Castejón, etc. motivo por el que se llamó Torrejoncillo al asentamiento en este lugar de los cristianos repobladores del alfoz optense y por referencia a una pequeña torrecilla cuyos vestigios desaparecieron con el transcurso de los siglos. Antiguamente, se le denominó Torrejoncillo de Huete para diferenciarlo de otras poblaciones llamadas con el mismo nombre y por depender de la jurisdicción optense, cambiándose su segundo apelativo por el del Rey cuando pasó a ser villa independiente con jurisdicción propia el 10 de julio de 1537, según cédula expedida en Valladolid.

## Geografía
El municipio tiene una superficie de 201,46 km² y está enclavado en los límites de la Sierra, la Alcarria y la Mancha conquense.

Núcleos de población del municipio
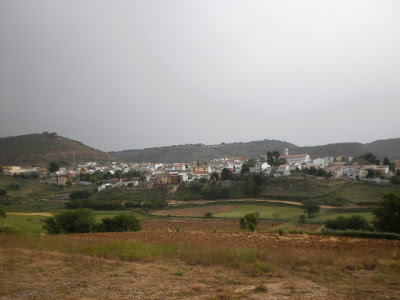
Torrejoncillo del Rey
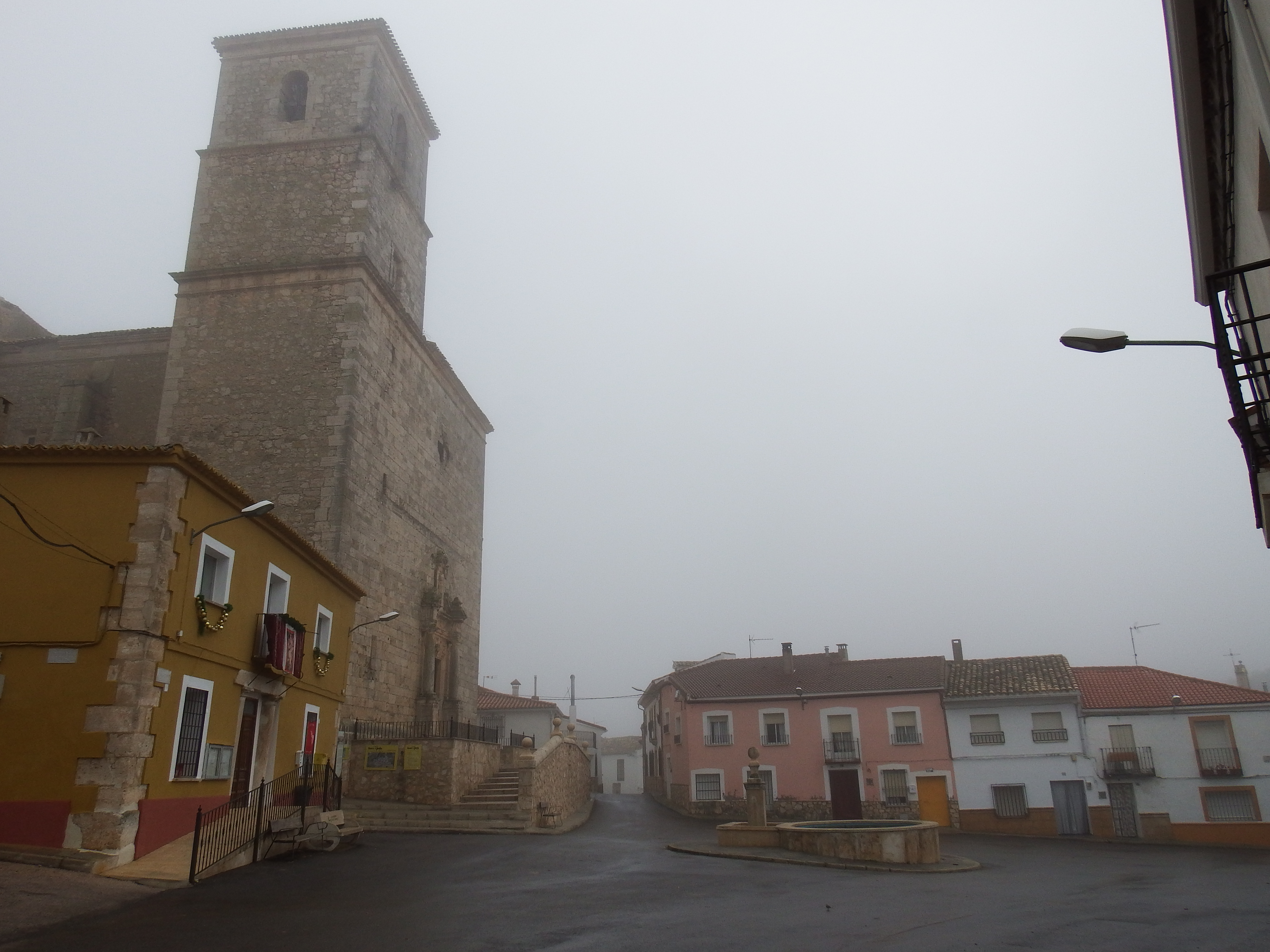
Horcajada de la Torre
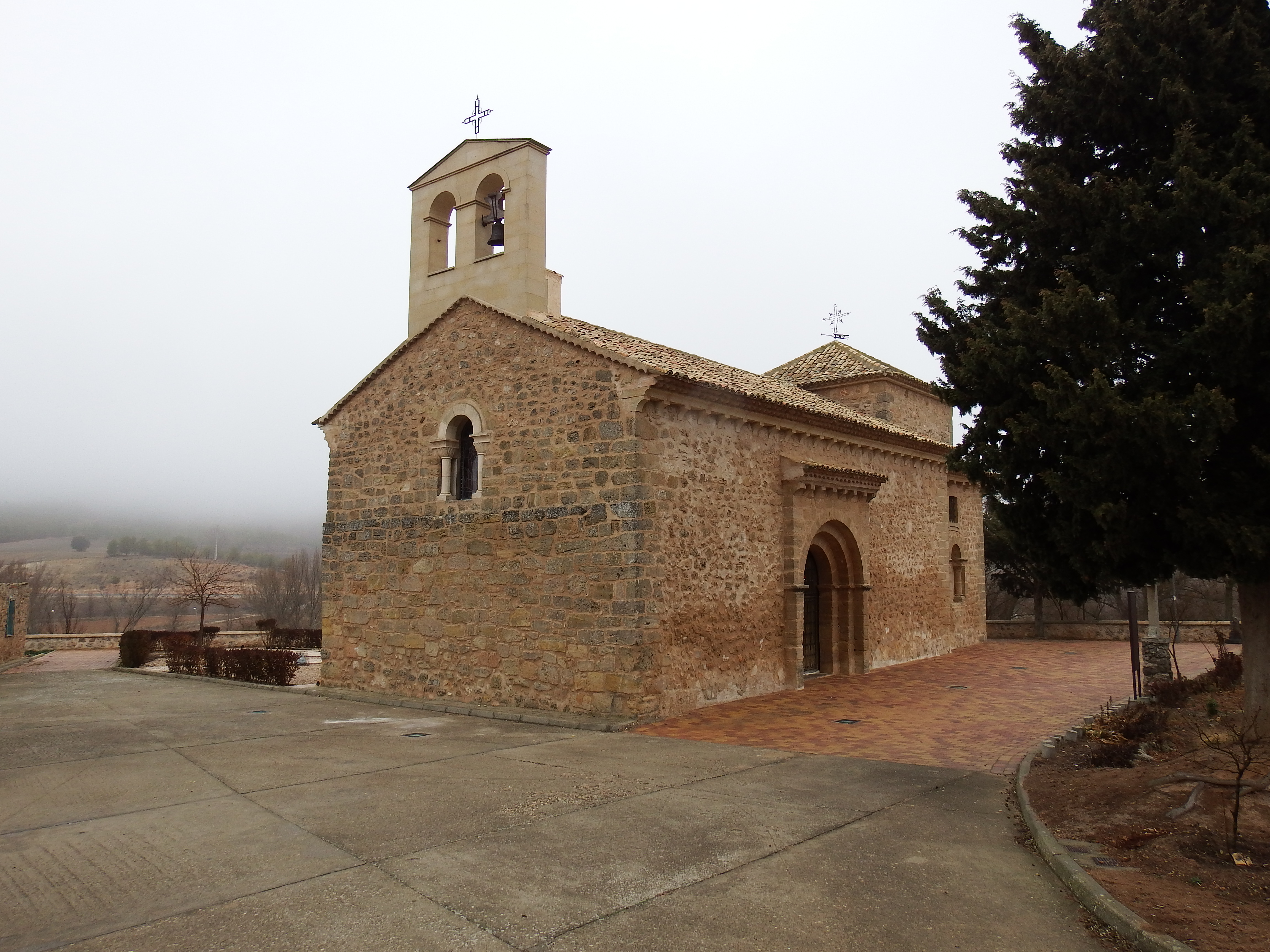
Naharros
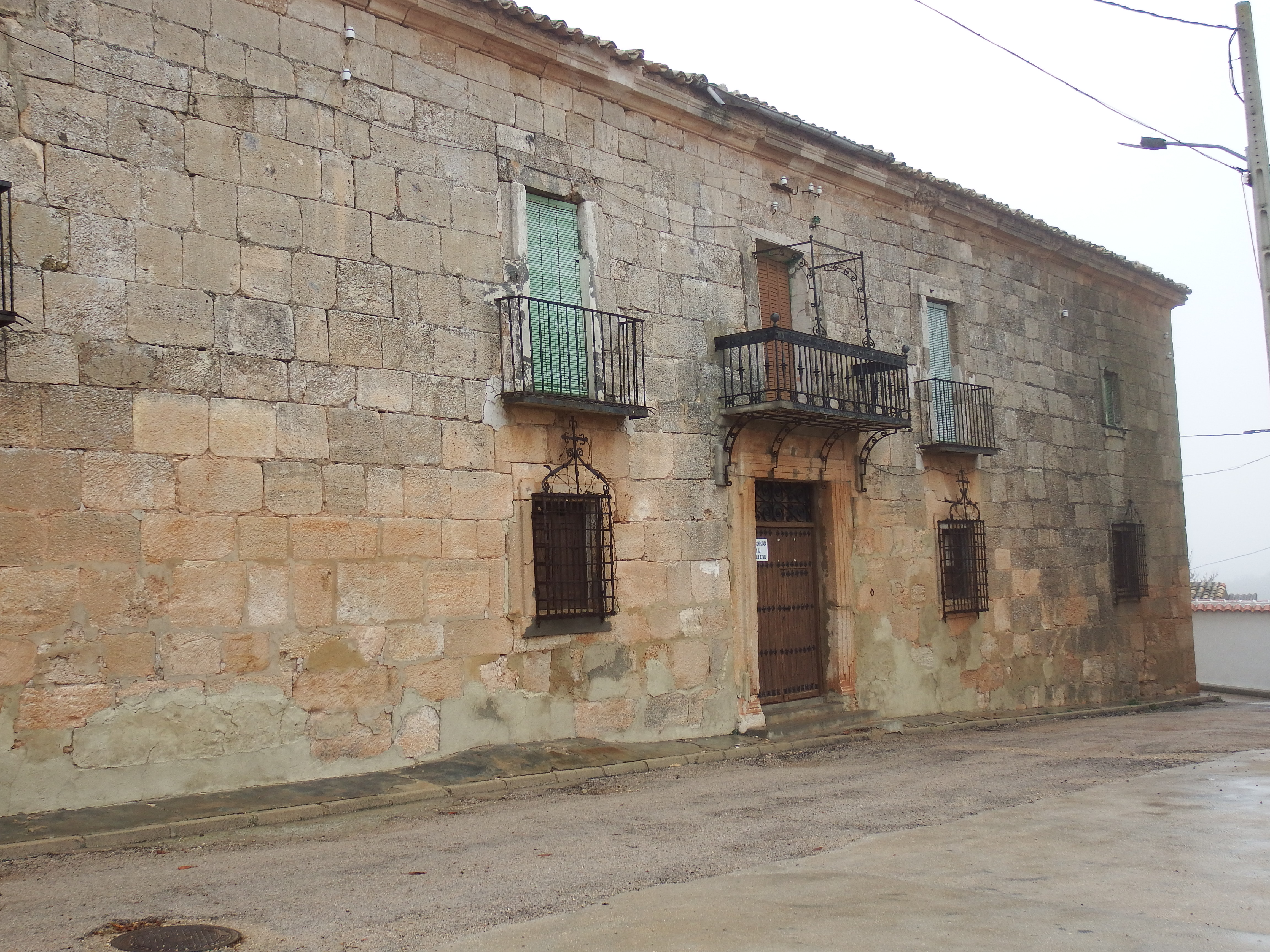
Villar del Águila
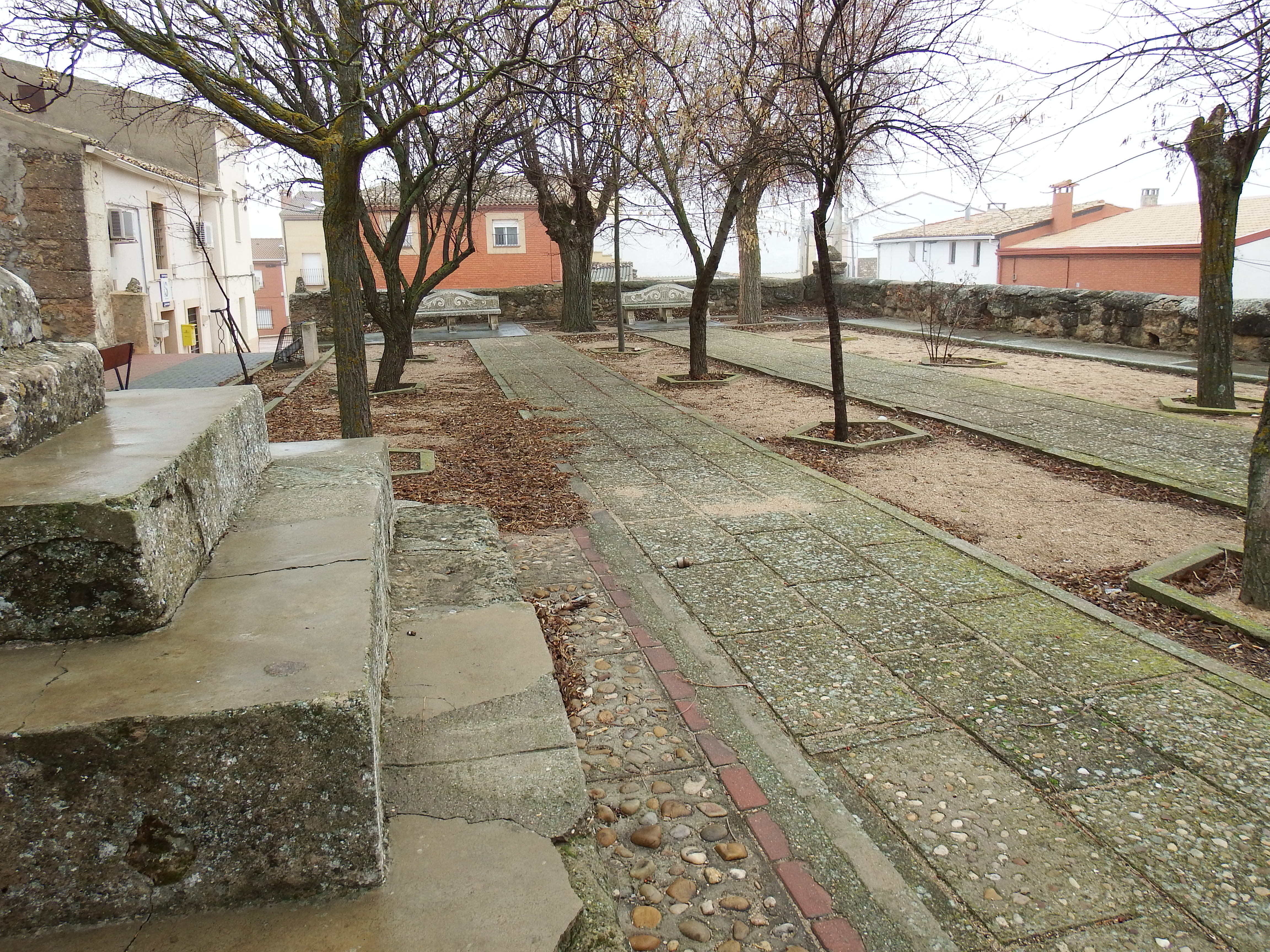
Villar del Horno
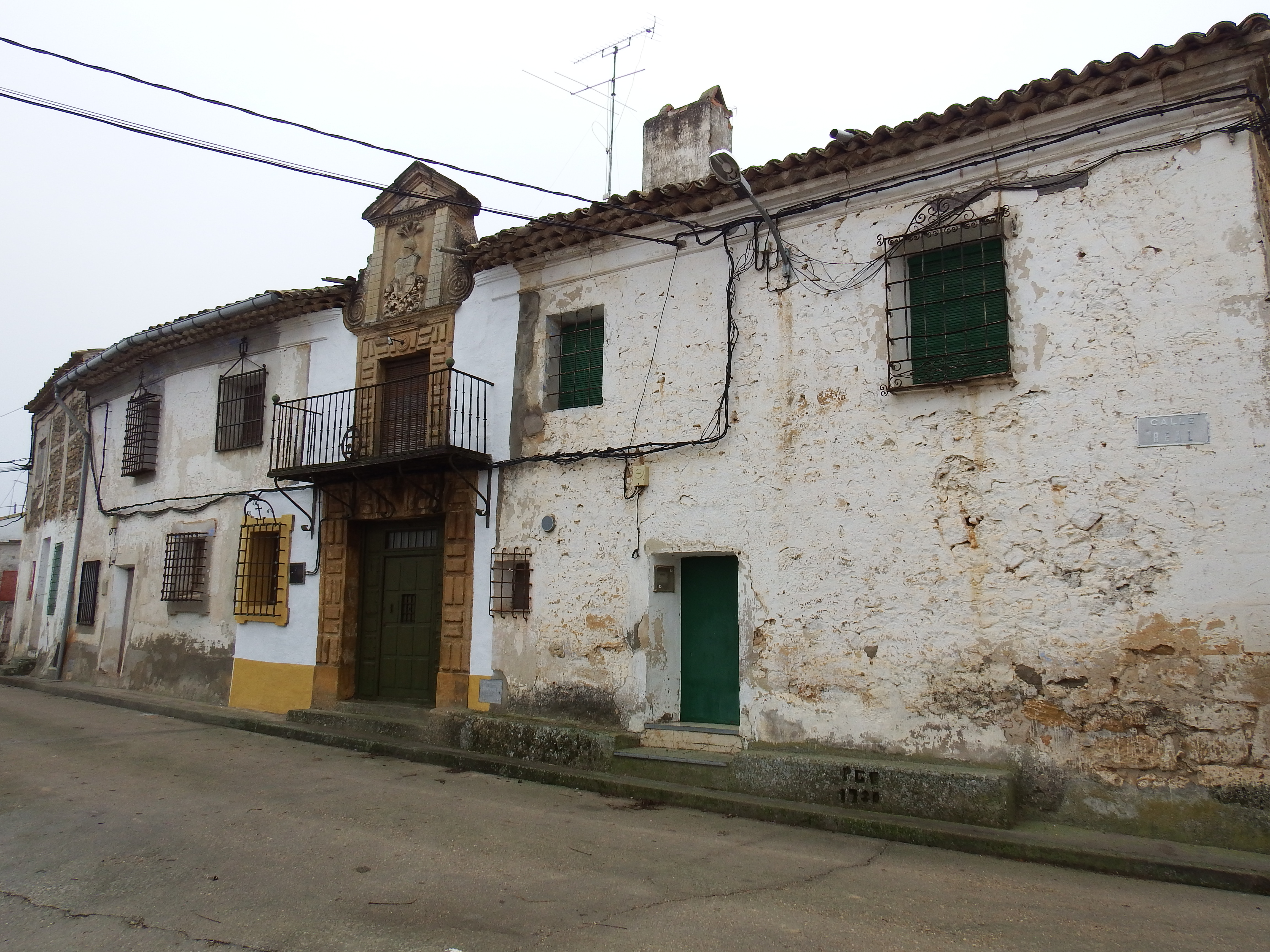
Villarejo-Sobrehuerta

La localidad está situada a una altitud de 931 m sobre el nivel del mar.
| Noroeste: Carrascosa del Campo | Norte: Pineda de Gigüela | Noreste: Los Valdecolmenas y Villarejo de la Peñuela |
| Oeste: Carrascosa del Campo    |                          | Este: Abia de la Obispalía                           |
| Suroeste: Palomares del Campo  | Sur: Zafra de Záncara    | Sureste: Huerta de la Obispalía                      |

## Historia
El 28 de febrero de 1689 se principió a litigar pleito en el Consejo de Castilla, entre el Ldo. Don Francisco de Villanueva Ramírez, Caballero de Calatrava, Fiscal del Consejo de Castilla, y D. Juan de Aponte y Chaves, agente y procurador general del Reino, y el Concejo, justicia y regimiento de la villa de Torrejoncillo y Juan de Bendicho, su procurador, de una parte, con Don Jerónimo Francisco de Eguía, Marqués de Naharros, de la otra, sobre retención de la gracia hecha a dicho Marqués de la jurisdicción, señorío y vasallaje de la citada villa de Torrejoncillo. La villa alegó que desde 1537 estaba eximida de la ciudad de Huete por privilegio del emperador Carlos V al cual había servido con diferentes cantidades. El privilegio decía así: “Don Carlos [...] Por cuanto por parte de vos el Concejo, rexidores, escuderos, oficiales y omes buenos del lugar de Torrejoncillo, jurisdicción que ahora es de la ciudad de Huete, nos fue fecha relación diciendo que en el dicho lugar ay trescientos y cinco vecinos y que no hay en él alcaldes ordinarios ni los rexidores tienen jurisdicción alguna en ninguna causa civil ni criminal de cualquier calidad y cantidad que sea, y que desde el dicho lugar de Torrejoncillo a la dicha ciudad de Huete hay tres leguas y los vecinos reciben muchas fatigas y vejaciones, daños y menos cabos en ir a juicio a la dicha ciudad de Huete, y que acaece que los pobres y viudas e otras personas dejan de pedir e seguir su justicia e de defender de los que algo les piden y demandan por el daño que reciben en dejar la labranza de sus heredades y pierden lo que les es debido e no se defienden de los alcaldes en dicho lugar ni tener jurisdicción en causas criminales, muchas veces quedan los delitos que se hacen en dicho lugar e en sus términos impunidos y las partes dagnificadas; e nos suplicastes e pedistes por merced vos eximiésemos e apartásemos de la jurisdicción, sujeción y señorío de la dicha ciudad de Huete, e vos diésemos jurisdicción civil e criminal, mero mixto imperio y vos hiciésemos villa por vos e sobre vos, o como la nuestra merced fuese".

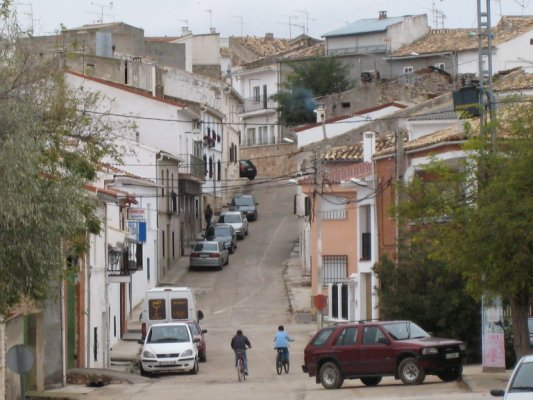
Cuesta de la calle Convento

## Demografía
Torrejoncillo del Rey cuenta con una población de 338 habitantes (INE 2024).
| Gráfica de evolución demográfica de Torrejoncillo del Rey entre 1842 y 2021 |
| |
| Población de derecho según los censos de población del INE Población de hecho según los censos de población del INEEntre el censo de 1981 y el anterior, crece el término del municipio porque incorpora a Horcajada de la Torre, Naharros, Villar del Aguila, Villar del Horno y Villarejo Sobrehuerta |

## Economía
La actividad económica en la zona se centra fundamentalmente en la agricultura de secano (cereales y girasoles) y en la ganadería.

## Símbolos
El escudo heráldico y la bandera que representan al municipio fueron aprobados oficialmente el 13 de diciembre de 1995. El escudo se blasona de la siguiente manera:

Escudo partido. Uno de plata torre de gules, dos de gules corona real cerrada de plata orlada de seis roeles también de plata. Al timbre corona real cerrada.
Diario Oficial de Castilla-La Mancha n.º 64 de 29 de diciembre de 1995

La descripción textual de la bandera es la siguiente:

Bandera rectangular, de proporciones 2:3, formada por dos triángulos que compone la diagonal del ángulo inferior del asta al superior del batiente, siendo blanco con torre roja junto al asta y rojo con corona real blanca orlada de seis círculos también blancos el del batiente.
Diario Oficial de Castilla-La Mancha n.º 64 de 29 de diciembre de 1995

## Gastronomía
Destaca la derivada del cordero y el cerdo: buenos chorizos y morcillas de la tierra.
Las gachas manchegas, las migas, y la caldereta de cordero también son platos típicos de este pueblo.

## Otros aspectos
En la actualidad cuenta con unos pocos vecinos debido a la despoblación. En otros tiempos llegó a superar el millar de habitantes. Para dinamizar el trato con estos habitantes y dar información de primera mano incluso a los foráneos, y gentes que de vez en cuando vuelven a pasar los veranos, en agosto de 2014 el Ayuntamiento de Torrejoncillo del Rey, a cargo de su alcalde Mariano Briones, puso en marcha la web torrejoncillodelrey.com, en la cual se compartirán estas informaciones, sobre lugares, eventos y demás del pueblo para beneficio de todos los interesados.
Es la patria de Alonso de Ojeda, conquistador de Indias. 

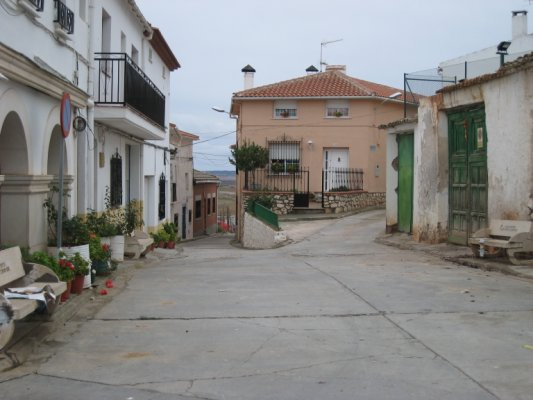
Una calle del pueblo

Cerca del municipio se encuentra la denominada «Cueva de la Mora Encantada», la cual fue en tiempos de los romanos una importante mina de lapis specularis (espejuelo) con el cual se realizaban las ventanas.

## Fiestas
Fiestas de interés son las dedicadas a San Blas, San Antón, la Subida y Bajada de la Virgen de Urbanos desde su ermita y las fiestas de agosto. Fiestas: 2 de mayo, 22 de agosto, Primer domingo de junio.

## Patrimonio histórico artístico

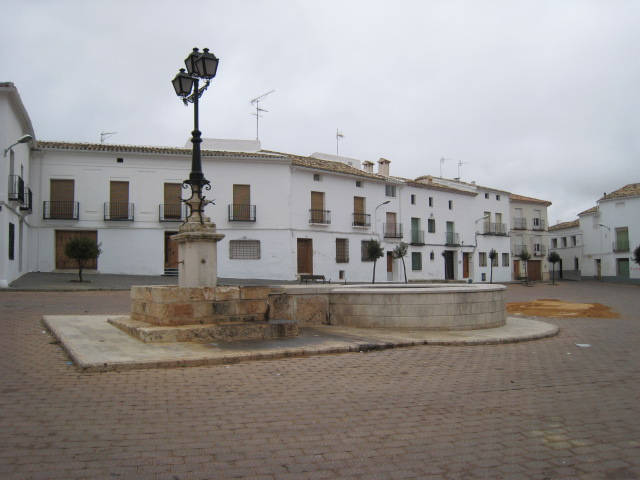
La plaza, con el Pilón

Iglesia parroquial de Santo Domingo de Silos (Villar del Águila). En esta localidad se encuentra una de las minas romanas de Lapis specularis mejor conservadas del mundo, llamadas minas de la Mora Encantada.[cita requerida]

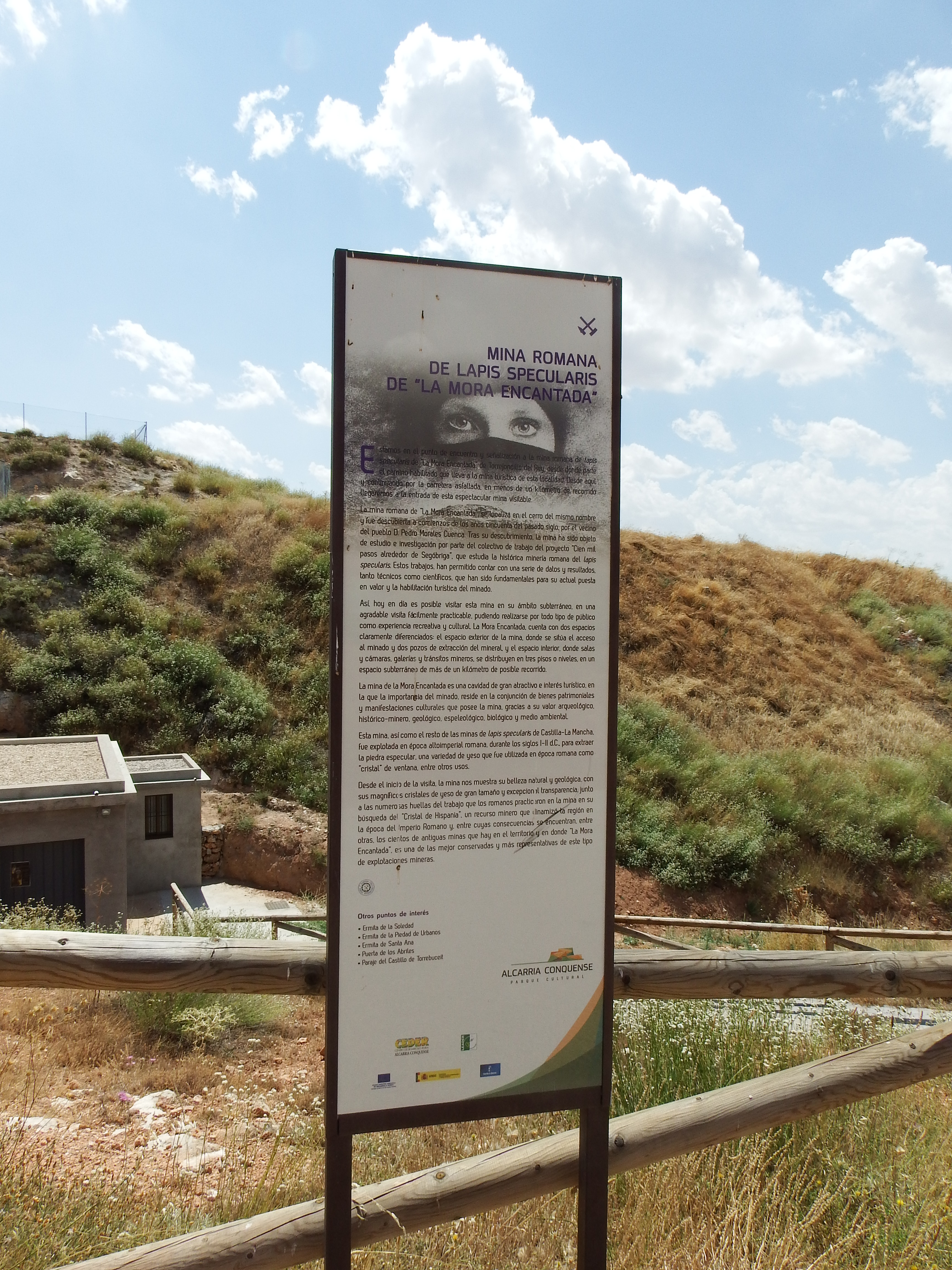
Cartel informativo de las minas.
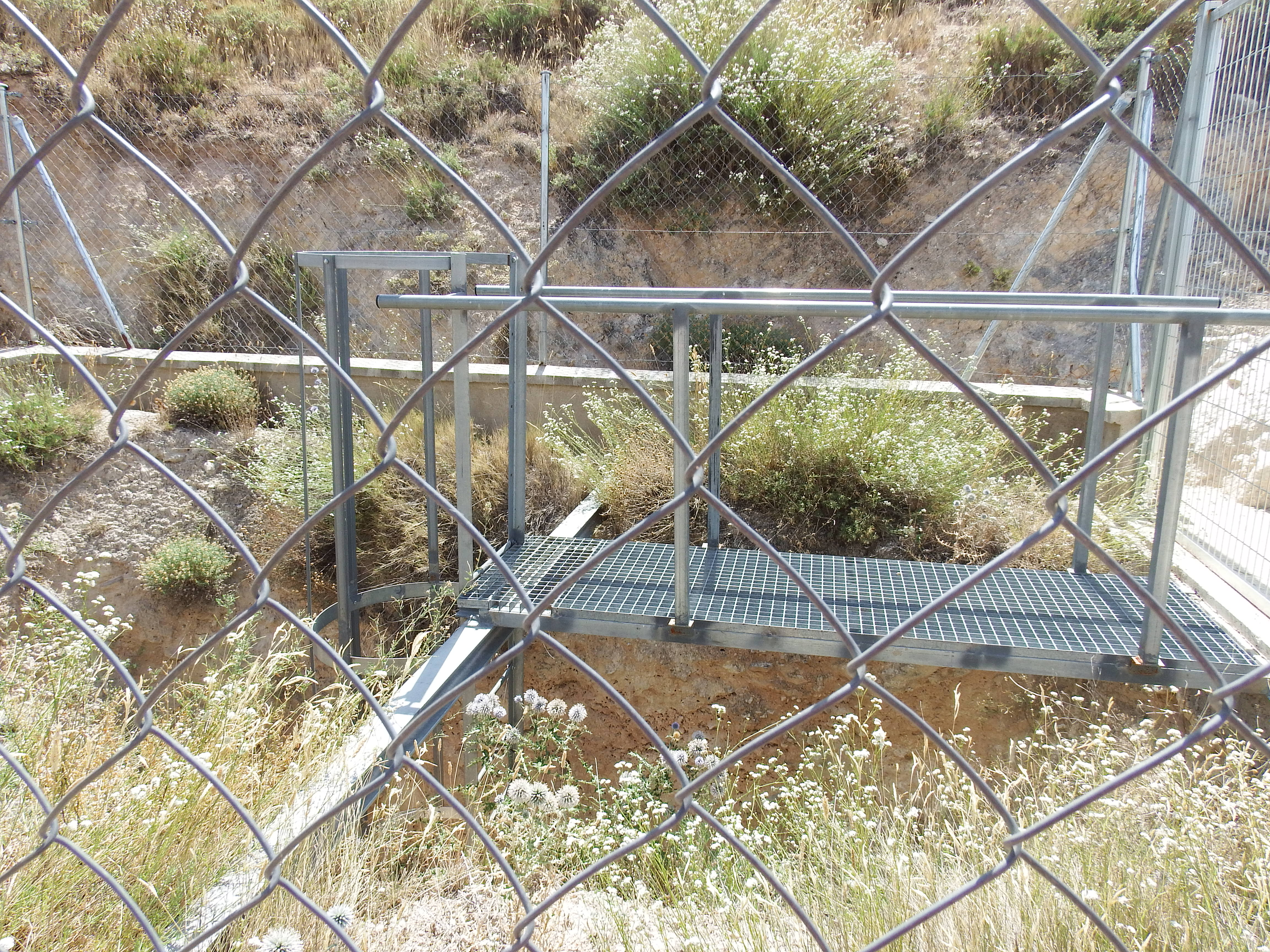
Minas de la Mora Encantada.

En la actualidad se están realizando trabajos para poder hacerlas visitables; estas minas fueron de importancia en época romana y antes del descubrimiento del cristal ya que con sus láminas se cubrían los ventanales de los acaudalados ciudadanos que podían permitírselo; hay una vía romana que transcurre desde la mina hasta la antigua ciudad romana de Segóbriga.

En Hispania la piedra especular se extrae de gran profundidad por medio de pozos; también se la encuentra en el interior de otra roca, bajo tierra, de donde se extrae el bloque entero o se corta, pero en general, se puede sacar con facilidad, por hallarse aislada en forma de lajas. Hasta ahora, nunca han aparecido piezas mayores de cinco pies de longitud. Es manifiesto que, en dicha área, la humedad de la tierra, a causa de ciertas emanaciones, se endurece y petrifica en forma de cristales.
Plinio el Viejo: Historia Natural, XXXVI -161